# Estación Forres
Forres es el nombre de una estación ferroviaria ubicada en la localidad homónima, Departamento Robles, Provincia de Santiago del Estero, Argentina.

## Servicios
La estación corresponde al Ferrocarril General Bartolomé Mitre de la red ferroviaria argentina.
Se encuentra por el momento sin operaciones de pasajeros, sin embargo por sus vías transitan los servicios Retiro - Tucumán de la empresa estatal Trenes Argentinos Operaciones, aunque no hace parada en esta.
Entre 2022 y 2024, la estación fue parada intermedia del servicio regional que se presataba entre La Banda y Fernández.